# Грузино-польські відносини
Грузино-польські відносини — дипломатичні контакти між Грузією та Польщею розпочалися у XV столітті. Двосторонні відносини між сучасними утвореннями встановлено 28 квітня 1992.

## Історія
У 1495 цар Картлі Костянтин II, шукаючи підтримки проти османів, направив на захід посольство. Кінцевою метою місії були двори папи римського та іспанських королів Фердинанда та Ізабелли. Дорогою дипломати відвідали королівські двори Литви та Польщі, де правили брати Олександр та Ян Ягеллони. Їхні посли, які також відчували проблеми з османською експансією, намагалися схилити до союзу.
У XVII столітті між Річчю Посполитою та західно-грузинськими князівствами йшла активна торгівля та дипломатичне листування.

## Двосторонні відносини
У 1997 Республіка Польща відкрила посольство у Тбілісі. У 2001 посольство Грузії в Німеччині було за сумісництвом акредитоване в Польщі. З 2005 у Варшаві діє грузинське посольство.
З 3 червня 2013 Надзвичайним та Повноважним послом Польщі в Грузії є Анджей Чейсковський, а у квітні 2011 Надзвичайним та Повноважним послом Грузії в Республіці Польща призначено Ніколоза Ніколозішвілі.
30 травня 2017, під час візиту президента Польщі Анджея Дуда до Тбілісі, де він зустрівся з грузинським лідером Георгієм Маргвелашвілі, підписано спільну декларацію, за якою польська сторона висловила свою підтримку прагненню Грузії вступити до Європейського союзу та НАТО. Також у документі йшлося про створення спільної комісії істориків, які підготують обидві країни до відзначення 100-річчя взаємин.
У грудні 2017 Грузія та Польща підписали угоду про стратегічне співробітництво.
5 листопада 2018 голова парламенту Грузії Іраклій Кобахідзе і маршал сейму Польщі Марек Кухцінський, який перебуває з офіційним візитом до Тбілісі, підписали статут Парламентської Асамблеї двох країн.

## Позиція Польщі щодо подій 2008
Під час П'ятиденної війни в Південній Осетії, Польща зайняла бік Грузії, засудивши дії Росії у відповідь на вбивства російських миротворців. Тодішній польський президент Лех Качинський заявив:
Сьогодні Грузія, завтра — Україна, післязавтра — країни Балтії, а потім прийде черга і моєї країни — Польщі.